# Fiestapatria
Fiestapatria es una película chilena del año 2007 que busca ser una metáfora al estado social y moral del Chile de hoy y entregar un provocador testimonio del periodo que va desde la dictadura de Augusto Pinochet hasta nuestros días. Este largometraje de Luis R. Vera tiene una gran variedad de personajes, todos representativos de la sociedad chilena actual.

## Sinopsis
Álvaro (Tiago Correa) y Macarena (Adela Secall) quieren comprometerse; para celebrar la ocasión, Isabel (Marcela Osorio), madre de Macarena, decide aprovechar la conmemoración de las Fiestas Patrias y reunir a ambas familias en la casa en el campo durante dos días. Pero existen hechos del pasado de los protagonistas que van complicando el ambiente en la fiesta, especialmente después de la llegada de Ernesto (Patricio Contreras), tío de Álvaro, quien reconoce a Isabel como la novia de un compañero suyo de universidad, hecho desaparecer por la dictadura militar. Isabel no quiere hablar del tema y todos los participantes se sumergen en la embriaguez de la festividad. Macarena comienza a dudar de su compromiso sintiéndose atraída por Cristián, primo de Álvaro. 
Antonio (Nelson Brodt), padre de Macarena, es un exuniformado, de cuyo pasado no quiere hablar, a pesar de pertenecer a una familia de uniformados y partidarios de la Dictadura Militar (Chile). Mientras que don Álvaro (Sergio Hernández) e Irma (Maricarmen Arrigorriaga), padres de Álvaro, son dos funcionarios del gobierno de Michelle Bachelet, él es director de una cárcel para miembros de la resistencia contra la dictadura. La madre de Irma, Gabriela (Marés González) es una exprofesora exonerada y Ernesto un militante de izquierda con un sesgo de resentimiento.
A medianoche llega a la fiesta el hermano de Isabel, Raimundo (Daniel Muñoz) o Ray (como prefiere que lo llamen), junto a su esposa, Jane (Heidrun Breier), una abogada estadounidense. Ellos vienen desde Estados Unidos, donde él vivió el exilio. Al día siguiente mientras observan la Parada Militar (Chile), ella hace un comentario sobre lo «ridículo» de los desfiles militares, lo que provoca una nueva discusión con Maggie (Carmen Disa Gutiérrez), que al llegar César (Alex Zisis), su marido, un marino que se encontraba en el desfile lo incita a «defender el honor de las Fuerzas Armadas», provocando una nueva discusión entre las familias, incluso con la golpiza propinada por Antonio a Ernesto (que estaba sujetado por Pablo (Jorge Gajardo) y el hijo de César). El alboroto termina cuando los jóvenes novios regresan de la playa y Macarena les anuncia que, debido a las discusiones, ha decidido posponer el anuncio del compromiso.
Momentos después, Isabel y Antonio discuten en el dormitorio, ya que ella insiste en contarle toda la verdad a Macarena, él violentamente intenta detenerla, al no poder, toma su arma. Ya en la habitación de Macarena, ambos deciden confesarle todo a su hija, Isabel le confiesa que ella estaba en un centro clandestino de tortura y que Antonio era su carcelero, quien obsesionado con ella, la violó. Señalándole que ella no amaba a su padre, pero que abandonada por todo el mundo, no tuvo más remedio que formar una familia con su violador. Macarena abandona la habitación para empezar una nueva vida sin sus padres. En la escena final, Macarena y Cristián se marchan en motocicleta.

## Reparto
- Adela Secall como Macarena.
- Tiago Correa como Álvaro.
- Nelson Brodt como Antonio.
- Marcela Osorio como Isabel.
- Rosa Ramírez como Fresia.
- Tatiana Astengo como Maruca.
- Patricio Contreras como Ernesto.
- Sergio Hernández como don Álvaro.
- Maricarmen Arrigorriaga como Irma.
- Katty Kowaleczko como Lorena.
- Carmen Disa Gutiérrez como Maggie.
- Alex Zisis como César.
- Fernando Larraín como Manuel Eduardo.
- Alfonso Santistevan como Padre Sergio.
- Heidrun Breier como Jane.
- Daniel Muñoz como Ray.
- Jorge Gajardo como Pablo.
- Mónica Carrasco como María Inés.
- Roxana Campos como Mercedes.
- Marés González como Abuela Gabriela.
- Viviana Herrera como Francisca.
- Jorge Santa Ana como Enrique.
- Nicolás Cristi como Tito.
- Enrique Saldes como José Luis.
- Víctor Mix como Viejo Matías.
- Omar Prasthan como José.
- Cristóbal Gómez como Kiko.
- Miguel Ogalde como Kako.
- María Cánepa
- Andrés Pérez como Cristian.

## Premios
- Premio TVE Cine en Construcción Festival Internacional de Cine San Sebastián, España 2006.
- Mención Especial 29.º Festival Internacional del Nuevo Cine Latinoamericano de la Habana, Cuba 2007.
- Mejor Director, 22.º Festival de Cine Latino Americano de Trieste, Italia 2007.
- Mejor Actriz, Marcela Osorio, 9.º Festival Iberoamericano de Cine de Santa Cruz, Bolivia 2007.